# Euxoa indistincta
Euxoa indistincta là một loài bướm đêm trong họ Noctuidae.